# War Without End
Albums de Warbringer
One By One, The Wicked Fall
(EP 2006) Waking Into Nightmares
(2009)
War Without End est le premier véritable album studio du groupe de thrash metal Américain Warbringer.
Le groupe a sorti cet album après avoir sorti plusieurs démos et EP et que leur notoriété a commencé à dépasser les frontières Américaines.
War Without End reprend le thème récurrent de la guerre de ses prédécesseurs, thème omniprésent dans la musique du groupe.
L'album est sorti le 5 février 2008 sous le label Century Media Records.

## Composition
- John Kevill : Chant
- Adam Carroll : Guitare
- John Laux : Guitare
- Andy Laux : Basse
- Ryan Bates : Batterie

## Liste des morceaux
1. Total War
2. Systematic Genocide
3. Dread Command
4. Hell On Earth
5. At The Crack Of Doom
6. Beneath The Waves
7. Instruments Of Torture
8. Shoot To Kill
9. Born Of The Ruins
10. Combat Shock
11. A Dead Current